# Дом Мазепы
Дом Мазепы (укр. Будинок Мазепи) — фольклорное название памятника гражданской архитектуры конца XVII — начала XVIII века в Киеве. Расположен на Подоле по адресу улица Спасская, 16-Б. Является одним из немногих памятников архитектуры, уцелевших в пожаре Подола 1811 года. Городская легенда связывает здание с именем казацкого гетмана Ивана Мазепы, однако на самом деле украинский государственный деятель здесь никогда не бывал.

## История
С конца XVII века дом и усадьба вокруг него принадлежали семье Сичевских — магистратском ратману Мартину Сычевскому и его сыну Стефану, который с 1711 года являлся священником расположенной неподалеку Спасской церкви. Считается, что именно он построил в родовой усадьбе одноэтажный каменный дом с глубокими подвалами и цилиндрическими перекрытиями.
Потомки Сычевского в 1787 году продали усадьбу купцу Козьме Усовичу за 1400 рублей. После смерти Усовича и его жены усадьба была продана за долги, потом ещё перепродавалась и наконец, в 1810 году, перешла в собственность киевского купца Ивана Петровича Покровского. Но уже через год, в 1811 году, на Подоле произошёл грандиозный пожар, в результате которого дом Покровских потерял деревянную крышу.
После пожара восстановлением дома руководил известный киевский архитектор Андрей Меленский, предавший зданию черты классицизма: над одноэтажной постройкой был построен второй этаж, который украсили фронтоном с двумя колоннами. В 1841 году после смерти смерти Ивана Петровича Покровского участок унаследовал его сын — купец 2-й гильдии Григорий Иванович Покровский (1819—1897), киевский городской голова в 1857—1860 годах. К 1910 году домом владела его жена, завещавшая усадьбу своим внукам Морачевским, которые владели усадьбой на Спасской до Революции 1917 года.
После революционных событий 1917—1921 годов здание было национализировано и отдано под коммунальные квартиры, однако в 1980-х годах эти квартиры были ликвидированы, и старинное здание в течение десятилетия пустовало.
Новая жизнь дома Мазепы началась в начале 1990-х годов. В апреле 1992 года по инициативе общественных организаций Киева и представителей украинской диаспоры в городе был создан Фонд Ивана Мазепы, который собрал средства для реставрации дома с целью последующего создания в нём музея. 11 марта 1993 года было отдано распоряжение представителя Президента Украины в городе Киеве Ивана Салия о создании в доме Мазепы Музея гетманства. С тех пор это учреждение неизменно работает в здании на Спасской.
В течение 2006—2007 годов была проведена реставрация памятника, в частности была отремонтирована крыша дома, проведены работы по гидроизоляции фундаментов, подвалов, восстановлены фасады и благоустроена территория музея. К дому подвели телефонные сети, обновили теплотрассу, заменили трубы водоснабжения.